# Vörösmoszatok

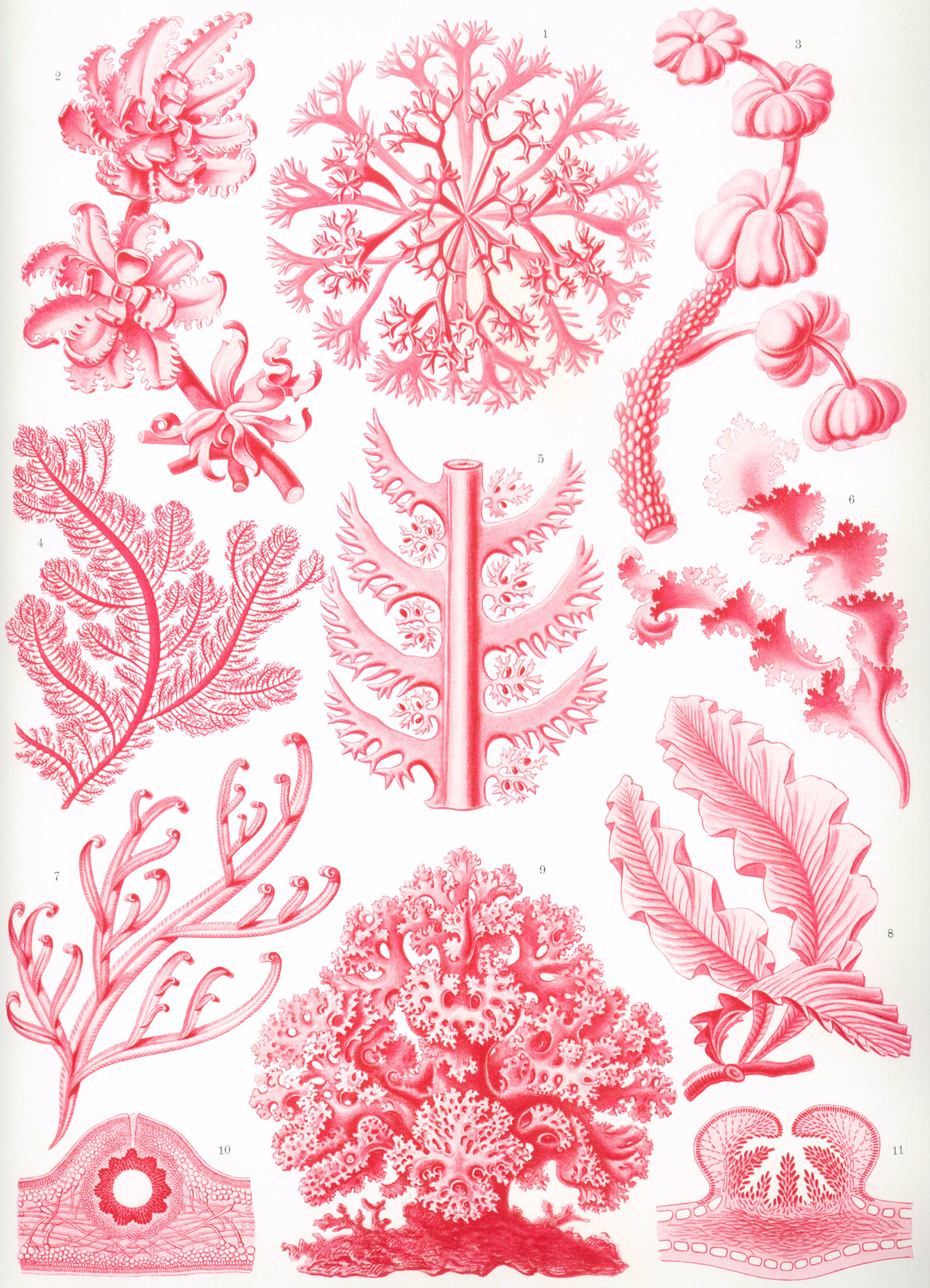
Vörösmoszatok Ernst Haeckel Kunstformen der Natur című könyvéből

A vörösmoszatok (Rhodophyta) a növények országába, azon belül a vörös színtestű növények alországába tartozó törzs. Korábban a protiszták országának törzseként tartották számon.
Közös sajátosságuk a zöld színanyagot, a klorofillt elnyomó vörös színanyagok jelenléte.

## Elterjedés
A vörösmoszatoknak körülbelül 4000 ma élő faja van, ezek rendkívül változatosak lehetnek. A fajok nagy része tengeri, összesen mintegy 200 édesvízi fajuk ismert. Nagy részük trópusi elterjedésű, főként a Csendes-, és Indiai-óceánban honosak. Az egyéb területeken élő fajok száma kicsi, viszont ezek esetenként hatalmas méretű telepeket képesek létrehozni. Néhányuk a Kárpát-medencében is megtalálható. A vízimalom kerekének is tőlük van vörös „szakálla”.

## Felépítés
Nagyrészt többsejtű, telepes testfelépítésű fajok tartoznak ide, kevés egysejtű is ismert. Telepük fonalas vagy lemezes, a legfejlettebb képviselőiknek levélszerű, szárszerű képleteik is lehetnek, ezek hínárnövényekhez hasonlítanak.
Sem vegetatív, sem szaporítósejtjeik nem rendelkeznek csillós vagy ostoros alakkal. Sejtfaluk nyálkaanyagba ágyazott cellulózrostokból áll, a nyálka egyes fajokban akár a sejtfal 70%-át is kiteheti. A nyálkaanyag elsősorban poliszacharidokból, például agaragarból áll. Sejtjeik tartaléktápanyaga a citoplazmában elhelyezkedő florideakeményítő.
Kloroplasztiszuk elsődleges szimbiogenezissel jött létre, azonban bakteriális sejtfalát a cianobaktériumokkal ellentétben már elvesztette, így csupán kettős membránréteg határolja. A tilakoid membránok nem állnak kötegekbe, rajtuk fikocianin- és fikoeritrintartalmú fikobilinszemcsék találhatók. A fikoeritrin adja az alga vörös színét, elnyomva a klorofill zöldjét (és a fikocianin kékeszöld színét). A klorofill-a mellett karotin és xantofill segédpigmenteket is tartalmaz.
A vörösmoszatok azonban nevüktől eltérően nem csak vörös pigmentet tartalmaznak, például a Brit-szigeteken élő édesvízi fajok nagy része olajzöld vagy kék színű, ezek közül csupán néhány fajnak vörös a színe.

## Szaporodás
Életciklusuk rendszerint háromfázisú nemzedékváltakozásos (haplodiplonta), de néhány taxonnál előfordulhat két fázisú (haplonta) fejlődésmenet is.
A zigótából először a karposporofiton jön létre, ez fonalas szerkezetű gominoblasztikus telepet képez. A rajta található karposporangium hozza létre a karpospórákat, amelyekből aztán a szintén diploid tetrasporofiton fejlődik (vagyis a karposporangium nem valódi sporangium, mivel spórái diploidok és nem a gametofiton fejlődik belőlük). A sporofiton hozza létre meiózissal a haploid spórákat, ezek négyesével állnak (innen a tetrasporofiton elnevezés). A kiszabadult tetraspórákból fejlődik ki a gametofiton, amely az hím- és női ivarsejteket termeli. A női ivarsejt érdekes módon az embriós növényekhez hasonlóan a megtermékenyítés után is a gametofitonon marad, a karposporangium is itt fejlődik, ez azonban csak analógia, a vörösmoszatok nem állnak közvetlen filogenetikai rokonságban az embriós növényekkel.

## Rendszerezés
A zöld színtestű növényekkel közös fejlődési útról hamar levált csoportról van szó, mely egyértelműen monofiletikus. Korábban közvetlenül a cianobaktériumoktól (Cyanobacteria) származtatták őket. Közös tulajdonságaik azonban csak konvergens jellegűek. A korábbi rendszerekben (például Soó Rezső, Hortobágyi Tibor) a vörösmoszatokat a moszatok rendszerének végére helyezték, mivel a legfejlettebb algáknak tartották őket. A barnamoszatok (Phaeophyceae) azonban anatómiailag és fejlődéstanilag is fejlettebb csoportnak tekinthetők.
A Saunders és Hommersand féle 2004-es rendszerezés az alábbi taxonokat különbözteti meg a vörösmoszatokon belül:
- Rhodellophytina altörzs
  - Rhodellophyceae osztály - 3 rend
- Metarhodophytina altörzs
  - Compsopogonophyceae osztály - 3 rend
- Eurhodophytina altörzs
  - Bangiophyceae osztály - 1 rend
  - Florideophyceae osztály - 22 rend
    - Hildenbrandiophycidae alosztály - 1 rend
    - Nemaliophycidae alosztály - 10 rend
    - Ahnfeltiophycidae alosztály - 2 rend
    - Rhodymeniophycidae alosztály - 9 rend

Muñoz-Gómez et al. 2017-es rendszertanában csak 3 altörzse van:
- Cyanidiophytina
  - Cyanidiophyceae
- Proteorhodophytina
  - Porphyridiophyceae
  - Stylonematophyceae
  - Rhodellophyceae
  - Compsopogonophyceae
- Eurhodophytina
  - Bangiophyceae
  - Florideophyceae

## Felhasználás
Enyhe hashajtóként (laxans), gyógyszertechnológiában emulzió-, tabletta-, kenőcs-előállítás során, vagy laboratóriumi táptalaj (agaragar) készítéséhez. Hatóanyaguk az agaróz és agaropektin.
A Porphyra fajokat (elsősorban a Kelet-Ázsiában) magas fehérje-, vitamin-, és jódtartalmuk miatt élelmiszerként termesztik.